# Rio Aven
O rio Aven é um rio do departamento de Finistère, na região da Bretanha, no noroeste da França, constituído por uma ria. O Aven lança-se no Oceano Atlântico ao nível da estação balneária de Port Manech a uma centena de metros de outra ria: Bélon.

## Etimologia
Aven significa «rio» em bretão; avon em velho-bretão, afon em galês.

## Cidades
- Coray
- Tourch
- Rosporden
- Pont-Aven
- Névez
- Kernével